# Yumachrysa yuma
Yumachrysa yuma är en insektsart som först beskrevs av Banks 1950.  Yumachrysa yuma ingår i släktet Yumachrysa och familjen guldögonsländor. Inga underarter finns listade i Catalogue of Life.